# Barry Newman

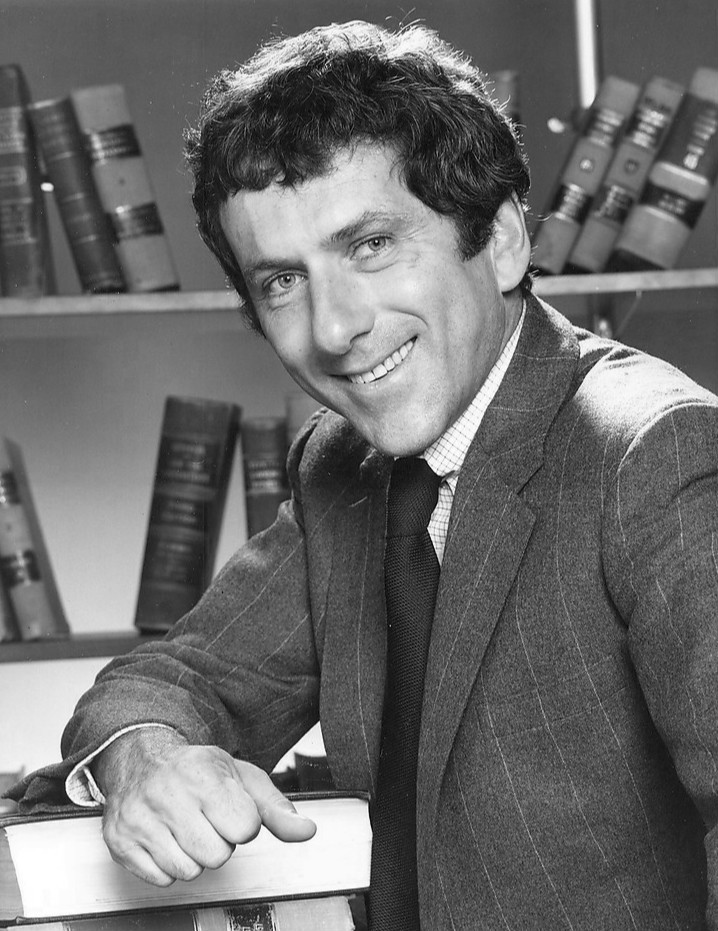
Barry Newman als Petrocelli 1974

Barry Newman (* 7. November 1930 in Boston, Massachusetts; † 11. Mai 2023 in New York City) war ein US-amerikanischer Schauspieler. Bekannt wurde er insbesondere durch seine Rollen als Ex-Rennfahrer Kowalski in dem Kinofilm Fluchtpunkt San Francisco (1971) und als Anwalt Anthony J. Petrocelli in der gleichnamigen Fernsehserie Petrocelli (1974–1976).

## Leben und Karriere
Newman wurde in Boston geboren und wuchs dort auf. Lange wurde öffentlich fälschlicherweise das Geburtsjahr 1938 angenommen. Zu seinen Freunden zählte Leonard Nimoy, der im gleichen Viertel wohnte. 1948 machte er seinen Highschool-Abschluss an der Boston Latin School. Danach besuchte Newman die Brandeis University und war während seines Militärdienstes in der Armeeband der United States Navy. Schließlich studierte er Schauspiel bei Lee Strasberg. 1957 war er erstmals am Broadway zu sehen.
Neben Theaterengagements hatte Newman in den 1960er Jahren erste Auftritte in Fernsehserien wie Preston & Preston (1961) und Gnadenlose Stadt (1963). Eine erste Kinohauptrolle spielte er 1970 unter der Regie von Sidney J. Furie in dem Kriminalfilm Der Strafverteidiger.
1971 erhielt Newman seine bekannteste Filmrolle als Hauptfigur Kowalski in dem Kultfilm Fluchtpunkt San Francisco. Der Film war damals moderat erfolgreich und verschaffte Newman einen größeren Bekanntheitsgrad, wenngleich eine große Kinokarriere ausblieb. Stattdessen spielte er ab 1974 die Titelrolle in der erfolgreichen Krimiserie Petrocelli, die ihm unter anderem Nominierungen für den Emmy und den Golden Globe einbrachte.
In den 1990er Jahren war Newman in Nebenrollen in Kinofilmen wie Daylight (1996), Bowfingers große Nummer und The Limey (beide 1999) zu sehen. 2020 drehte Newman gemeinsam mit Diana Muldaur, mit der er bereits 1970 in Der Strafverteidiger zu sehen war, das Filmdrama Finding Hannah, erneut unter der Regie von Sidney J. Furie. Der Film erlebte seine Uraufführung im Januar 2023 auf dem Miami Jewish Filmfestival. Sein schauspielerisches Schaffen umfasst mehr als 50 Produktionen.
Newman starb am 11. Mai 2023 in einem New Yorker Krankenhaus im Alter von 92 Jahren eines natürlichen Todes. Er hinterließ seine Ehefrau Angela, die er zweimal heiratete, zuletzt 2018.

## Filmografie (Auswahl)
- 1960: Der Killer mit dem Babygesicht (Pretty Boy Floyd)
- 1961: Preston & Preston (The Defenders, Fernsehserie, Folge The Prowler)
- 1963: Gnadenlose Stadt (Naked City, Fernsehserie, Folge Beyond This Place There Be Dragons)
- 1963: The Moving Finger
- 1968: Mini-Max (Get Smart, Fernsehserie, Folge The Groovy Guru)
- 1970: Der Strafverteidiger (The Lawyer)
- 1971: Fluchtpunkt San Francisco (Vanishing Point)
- 1972: Top Secret (The Salzburg Connection)
- 1972: Angst ist der Schlüssel (Fear Is the Key)
- 1974–1976: Petrocelli (Fernsehserie, 45 Folgen)
- 1979: Stadt in Flammen (City on Fire)
- 1980: Der Krabben-Krieg (King Crab, Fernsehfilm)
- 1981: Amy – Die Stunde der Wahrheit (Amy)
- 1983: Quincy (Quincy, M. E., Fernsehserie, Folge The Cutting Edge)
- 1984: Ich bin kein Mörder (Fatal Vision, Fernseh-Miniserie)
- 1984: Ein Colt für alle Fälle (The Fall Guy, Fernsehserie, Folge Private Eyes)
- 1988–1995: Mord ist ihr Hobby (Murder, She Wrote, Fernsehserie, 3 Folgen)
- 1988: Schwestern – Ein neuer Anfang (Nightingales, Fernsehserie, 13 Folgen)
- 1992: Miss Marple (Fernsehserie, Folge The Mirror Crack’d from Side to Side)
- 1993: Der blaue Diamant (deutscher Fernsehfilm)
- 1994: New York Cops – NYPD Blue (NYPD Blue, Fernsehserie, Folge A Sudden Fish)
- 1996: Daylight
- 1998: Goodbye Lover
- 1999: The Limey
- 1999: Bowfingers große Nummer (Bowfinger)
- 1999: Fugitive Mind – Der Weg ins Jenseits (Fugitive Mind)
- 2001: Good Advice – Guter Rat ist teuer (Good Advice)
- 2002: 40 Tage und 40 Nächte (40 Days and 40 Nights)
- 2003: Manhood
- 2004: What the Bleep do we (k)now!? (What the Bleep Do We Know)
- 2005: O.C., California (The O.C., Fernsehserie, 3 Folgen)
- 2006: Verbraten und Verkauft (Grilled)
- 2006: ’Tis Autumn: The Search for Jackie Paris
- 2009: Ghost Whisperer – Stimmen aus dem Jenseits (Ghost Whisperer, Fernsehserie, 1 Folge)
- 2015: Raise Your Kids on Seltzer
- 2022: Finding Hannah

## Auszeichnungen
- 1975: Petrocelli, Primetime-Emmy-Verleihung 1975, Nominierung als Bester Hauptdarsteller in einem Drama/Dramaserie
- 1976: Petrocelli, Golden Globe Awards 1976, Nominierung als Bester Darsteller in einer Fernsehserie – Drama